# Steffen Klewar
Steffen Klewar (* 1982 in Darmstadt) ist ein deutscher Theaterregisseur und Schauspieler.

## Leben  und Wirken
Klewar studierte Schauspiel an der Universität der Künste Berlin. Noch während des Studiums gründete er 2007 gemeinsam mit dem Autor und Kurator Jörg Albrecht das Theaterkollektiv copy & waste, in dem er seither als Regisseur und künstlerischer Leiter wirkt. Produktionen entstanden unter anderem am Maxim Gorki Theater Berlin, Hebbel am Ufer Berlin, Theater Oberhausen oder Ringlokschuppen Ruhr und waren zu sehen auf Festivals wie dem steirischen herbst, Heidelberger Stückemarkt, Favoriten Festival. Daneben inszenierte er als freier Regisseur an Stadt- und Staatstheatern (u. a. Schauspiel Leipzig, Staatstheater Darmstadt) und in Projekten der freien Szene. Seit 2012 arbeitet er als Dozent für Schauspiel an der Hochschule für Musik und Theater Rostock. Er ist Leiter des Sonderprogramms #TakeThat beim Fonds Darstellende Künste.
Er lebt in Berlin.

## Inszenierungen (Auswahl)
- Wir Kinder vom Hauptbahnhof [Lehrter Bahnhof] 2007, Werkstattaufführung des Maxim Gorki Theaters Berlin/Schauspiel Frankfurt
- Der zerbrochne Krug (Fragmente) 2008, H. v. Kleist, Co-Regie mit Annette Storr, Bühnen Dautenheims
- Berlin Ernstreuterplatz 2009, Produktion von copy & waste, Uraufführung im Studio des Maxim Gorki Theaters Berlin
- Tri Tri Tripli – Trans Europa Exzess 1 2009, Produktion von copy & waste, Uraufführung im Raum 33 Basel
- Orlac Hand Out 2010, Produktion von copy & waste, Uraufführung am Ringlokschuppen Ruhr/uniT Graz
- Die blauen Augen von Terence Hill 2011, Produktion von copy & waste, Uraufführung am HAU Berlin/steirischer herbst/Theaterhaus Jena/Heidelberger Stückemarkt
- Die Macht der Gewohnheit 2011, T. Bernhard, Bühnen Dautenheims
- Cheap Throat 2012, Produktion von copy & waste, Uraufführung FAVORITEN FESTIVAL
- Einsatz hinter der V.ierten Wand 2013, Produktion von copy & waste, Uraufführung am Ringlokschuppen Mülheim
- Anarchie in Ruhrstadt 2014, Produktion von copy & waste, Uraufführung am Theater Oberhausen/Ringlokschuppen Mülheim
- My love was a ghost 2014, J. Albrecht, Uraufführung am Schauspiel Leipzig
- Geld & und Gott 2015, N. & B. Helbling, Staatstheater Darmstadt
- Who ya gonna call?! Schlossbusters! 2016, Produktion von copy & waste, Uraufführung am Ballhaus Ost Berlin
- Der Minusmensch 2016, T. Müller-Klug, Uraufführung am Schauspiel Leipzig
- Kampf Club Ost 2017, Produktion von copy & waste, Uraufführung am Schauspiel Leipzig
- Gewonnene Illusionen 2017, Produktion von copy & waste, Uraufführung am Schauspiel Leipzig
- Little Shop of Flowers 2018, Produktion von copy & waste, Uraufführung im Schauspiel Leipzig
- Über den Fetischcharakter in der Musik 2018, Szenisches Konzert mit dem Solistenensemble Kaleidoskop, Radialsystem Berlin
- Der Kirschgarten 2018, A. Cechov, Sommertheater der HMT Rostock

## Auszeichnungen
- 2018:  George Tabori Preis des Fonds Darstellende Künste für Klewar und sein Theaterkollektiv copy & waste, der mit 20.000 Euro dotiert  ist.